# Coleophora phaeocentra
Coleophora phaeocentra é uma espécie de mariposa do gênero Coleophora pertencente à família Coleophoridae.